# Lacerna gabriellae
Lacerna gabriellae är en mossdjursart som beskrevs av Ernst Marcus 1955. Lacerna gabriellae ingår i släktet Lacerna och familjen Lacernidae. Inga underarter finns listade i Catalogue of Life.